# Lula (Italia)

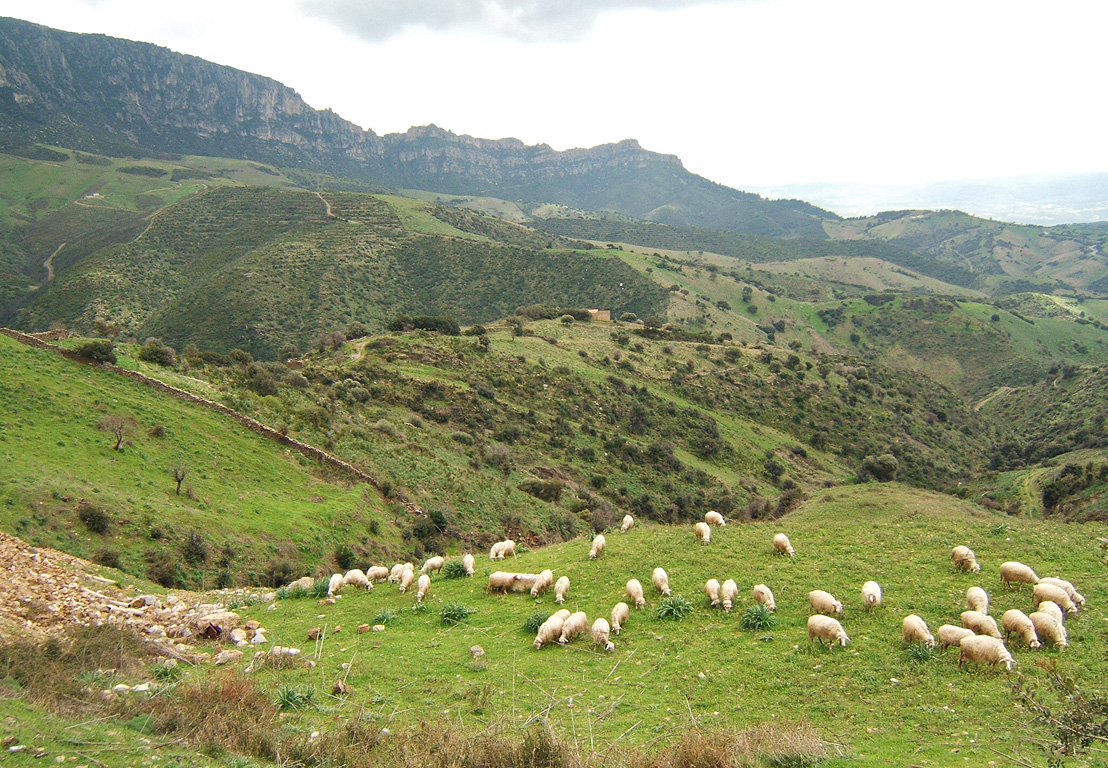
Rebaño de ovejas cerca a Lula

Lula (en sardo Lùvula o Lugula) es un pueblo en la provincia de Nuoro, situado 521 metros sobre el nivel del mar. Hasta hace unos años como parte de la Décima Comunidad de las Montanas llamada de "Baronia", que actualmente a los municipios para Siniscola, Posada, Torpe’, Lode’, Onani, Osidda, Orune Bitti y formaron la Unión de Municipios "Montalbo". Es de 33 km de Nuoro. 
La zona cuenta con algunos pueblos nuragici. Su nombre, según algunos estudios, los medios sagrado para el dios de los bosques. Ciertamente, era habitada por los romanos, las minas de pruebas "Guzurra" y "SOS Enattos, activo hasta hace una década. Es el destino de numerosas peregrinaciones al santuario rural de San Francisco, famoso en toda la isla, muchas citas de la letterearia Premio Nobel Grazia Deledda en su producción. 
Lula tiene una historia de la minería, en relación con la extracción de Sos Enattos, S'Arghentaria y Guzzurra, que se incorporan dentro de los senderos del parque Geomineral de Cerdeña. A Lula tenía una de las primeras huelgas de los mineros, la empresa minera contra Jacob judía, 16 de abril de 1899. 
Junto a Lula es Mont'Albo, recientemente declarado por el SIC de la Unión Europea (Lugar de Importancia Comunitaria): es el hogar de muchas especies endémicas de animales y plantas. 
Las tradiciones locales merecen una mención: "Su ballu e sa vaglia," una especie de ritual para derrotar el poder maligno del mal de ojo, y la máscara de su Batileddu: estrella máscara de carnaval de Lula, a la víctima. Está vestido con pieles de oveja o de cabra, con el rostro manchado de hollín y de la sangre y la cabeza cubierta con un pañuelo de mujer negro, con un tocado con cuernos, cabras, vacas o ciervos, entre las cuales se organiza un estómago de cabra ( " sa entre ortata' "). Lleva en su pecho "marrazzos" (campanas), vientre oculto de timbres "chentu puzones", con el estómago lleno de sangre de toro y el agua que a veces se trata de lavado húmedo el suelo y fertilizar los campos. Muchas teorías sobre el origen de la forma reportado en los ritos dionisíacos, con la representación de la pasión y muerte del dios, y más generalmente a los rituales de fertilidad agraria arcaica de la tierra con sangre. Máscara de Battileddu, abandonado en la primera mitad del siglo XX, quizá a causa de la miseria y el dolor causado por la guerra, cayó en el olvido. Fue reintroducida en 2001 en un ambiente tenso en la explotación de las antiguas máscaras de sardinas y un gran interés a la forma científica y antropológica de Lula. La ceremonia representa la pasión de la víctima del sacrificio, como en todos los carnavales del interior de Cerdeña. La figura principal de "alrededor de Battileddu, seguido por Battileddos otros, hombres vestidos de viudas de luto, con la cara pintada de negro, que hace cantar el canto, y trayendo con sus muñecas de trapo, que se besan a la audiencia. Carnaval, que refleja bloody awesome, la pasión dionisíaco, lo encontramos en Lula. En este pequeño pueblo de Barbaricino han sobrevivido hasta los años treinta El más arcaico y más dura de lo que iba a ser la víctima de la tortura en los tiempos antiguos. 
La gente famosa: Paolo Calia ya 'diseñador de Federico Fellini, vive y trabaja en sus actividades como artista en París, Francia. 
Libros destacan: Le bachette di Lula , Albino Bernardini.

## Demografía
| Gráfica de evolución demográfica de Lula entre 1861 y 2001 |
|                                                            |
| Fuente ISTAT - elaboración gráfica de Wikipedia            |

- Datos: Q295238
- Multimedia: Lula (Italy) / Q295238